# Ascleranoncodes bicoloripes
Ascleranoncodes bicoloripes is een keversoort uit de familie schijnboktorren (Oedemeridae). De wetenschappelijke naam van de soort is voor het eerst geldig gepubliceerd in 1928 door Pic.